# Gasterochisma melampus
Gasterochisma melampus е вид бодлоперка от семейство Scombridae. Видът не е застрашен от изчезване.

## Разпространение и местообитание
Разпространен е в Австралия, Аржентина, Бразилия, Еквадор, Нова Зеландия, Френски южни и антарктически територии, Чили и Южна Африка.
Обитава океани и морета в райони с умерен климат.

## Описание
На дължина достигат до 1,6 m.